# 蘇我稲目
蘇我 稲目（そが の いなめ）は、古墳時代の豪族。蘇我高麗の子と伝えられる。蘇我馬子ら3男3女の父。娘3人を天皇に嫁がせ、娘たちが産んだ用明天皇、崇峻天皇、推古天皇の三帝の外祖父となった。

## 経歴
宣化天皇元年（536年）、大臣となる。同年、天皇の命により凶作に備えるため尾張国の屯倉の籾を都に運んだ。欽明天皇元年（540年）、欽明天皇が即位すると引き続き大臣となり、娘の堅塩媛と小姉君を天皇の妃とした。堅塩媛は7男6女を産み、そのうち大兄皇子（用明天皇）と炊屋姫（推古天皇）が即位している。小姉君は4男1女を産み、そのうち泊瀬部皇子（崇峻天皇）が即位している。
欽明天皇13年（552年）、百済の聖王（聖明王）の使者が仏像と経論数巻を献じ、上表して仏教の功徳をたたえた（仏教公伝）。天皇は仏像を礼拝することの可否を群臣に求めた。稲目は「西蕃諸国々はみなこれを礼拝しており、日本だけがこれに背くことができましょうか」（「西蕃諸國一皆禮之 豐秋日本豈獨背也」）と答えた。これに対して大連の物部尾輿と連の中臣鎌子は「わが国の王は天地百八十神を祭っています。蕃神を礼拝すれば国神の怒りをまねくでしょう」（「我國家之王天下者 恆以天地社稷百八十神 春夏秋冬 祭拜為事 方今改拜蕃神 恐致國神之怒」）と反対した。天皇は稲目に仏像を授けて試みに礼拝することを許した。稲目は小墾田に仏像を安置して礼拝した。その後、疫病が起こり、民に死する者が多く出た。尾輿と鎌子は蕃神礼拝のためだとして、仏像の廃棄を奏上し、天皇はこれを許した。仏像は難波の堀江に流され、伽藍には火をかけられた。なお、この流された仏像こそ善光寺縁起でいうところの現在の善光寺の本尊である一光三尊阿弥陀如来であるという。
すると、風もないのに大殿が炎上してしまった。しかし、これで仏教が完全に排除されたわけではなく、翌欽明天皇14年（553年）には海中から樟木を引き上げて、天皇は仏像2体を造らせている。
稲目は財務に手腕を振るい、王辰爾を遣わして船賦を数えて記録させた。また、天皇の命により諸国に屯倉を設置している。
仏教受容問題に権力闘争が重なり、蘇我氏と物部氏は激しく争った。決着はつかず、この争いは子の蘇我馬子、物部守屋の代まで引き継がれた。

## 人物
『上宮聖徳法王帝説』では、欽明から推古までの5人の大王と稲目以来の蘇我氏との婚姻関係を挙げ、『天寿国繍帳』銘文では、欽明に始まる王統と稲目に始まる蘇我氏への厩戸皇子の両属性を強調していることから、欽明と稲目が大化以前において一つの画期であると認識されていたことがわかる。
律令体制国家の基本的性格を、公地公民を基礎とした個別人身支配と規定するならば、その先駆的な支配方式が、蘇我氏の主導で設置された屯倉の経営方式に見られる。稲目が設置を主導した白猪屯倉・児島屯倉では、「田部の名籍」が作成されており、これは、現実に存在した単位集団をそのまま「戸」として田部の丁の名を書き連ねたものであると見られる。

## 墓
蘇我馬子の墓とされる石舞台古墳からほど近い明日香村阪田の都塚古墳（金鶏塚古墳）は従来、一辺が28メートルの方墳か直径30メートルの円墳であるとされてきたが、2014年、明日香村教育委員会と関西大学の調査チームによって、一辺が40メートルで石が積み上げられた階段状の巨大な方墳であることが確認された。当時の大王に匹敵する規模の古墳であることから、稲目の墓である可能性が指摘されている。

## 系譜
- 父：蘇我高麗
- 母：不詳
- 妻：美女媛[2]
- 妻：吾田子[2]
- 生母不明の子女

蘇我氏略系図 SVGで表示（対応ブラウザのみ）

  - 女子：蘇我堅塩媛 - 欽明天皇妃、用明天皇および推古天皇の母
  - 男子：蘇我馬子（551年頃 - 626年）
  - 女子：蘇我小姉君- 欽明天皇妃、崇峻天皇の母
  - 女子：蘇我石寸名 - 用明天皇妃
  - 男子：境部摩理勢（? - 628年）
  - 男子：小祚臣[3] - 岸田臣の祖

## 蘇我稲目を描いた作品
- 『北風に起つ 継体戦争と蘇我稲目』 （1988年、中央公論社） 黒岩重吾

## 関連事項
- 仏教公伝